# Inseparabilii (film)
Inseparabilii (Dead Ringers) este un film de groază psihologic din 1988, cu Jeremy Irons într-un rol dublu de gemeni ginecolog identici. David Cronenberg a regizat și co-scris scenariul împreună cu Norman Snider. Scenariul lor s-a bazat pe viețile lui Stewart și Cyril Marcus și pe romanul Gemeni de Bari Wood și Jack Geasland, o versiune „foarte fictivă” a poveștii familiei Marcus.
Filmul a primit numeroase premii, inclusiv pentru interpretarea lui Irons și 10 premii Genie, printre care pentru cel mai bun film. Criticii Festivalului Internațional de Film de la Toronto l-au clasat printre primele 10 filme canadiene din toate timpurile.

## Distribuție
- Jeremy Irons - Beverly Mantle / Elliot Mantle
  - Jonathan și Nicholas Haley - tinerii Beverly / Elliot
- Geneviève Bujold - Claire Niveau
- Heidi von Palleske - Cary
- Barbara Gordon - Danuta
- Shirley Douglas - Laura
- Stephen Lack - Anders Wolleck
- Nick Nichols - Leu
- Lynne Cormack - Arlene
- Damir Andrei - Birchall
- Miriam Newhouse - doamna Bookman
- Jill Hennessy - Mimsy
- Jacqueline Hennessy - Coral
  - (Jill și Jacqueline Hennessy, ele înșăși gemeni identici, au debutat în film - ca escorte gemene)